# Thunder Tiger

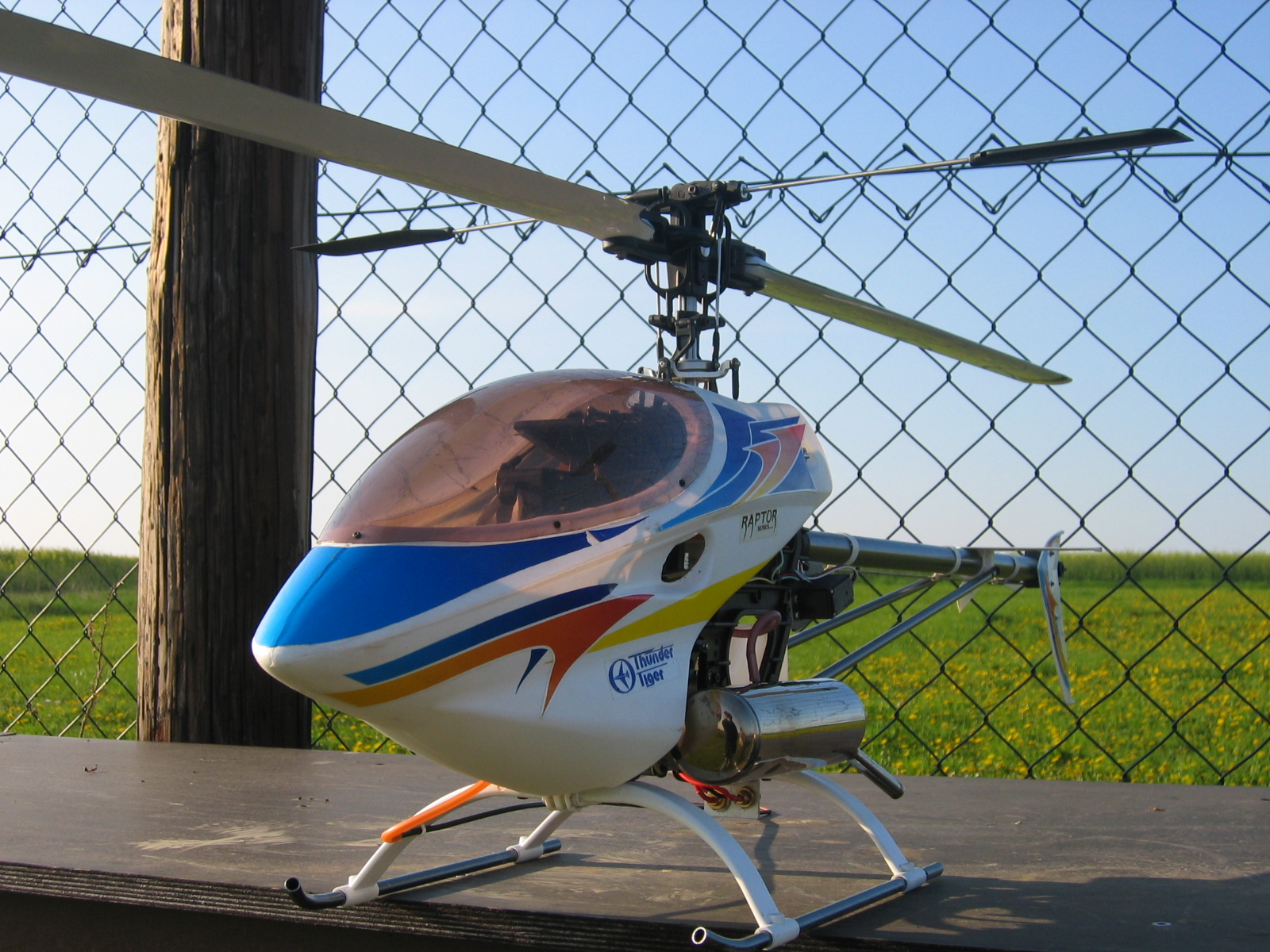
Elicottero Thunder Tiger

Thunder Tiger Corporation (cinese tradizionale: 雷虎科技股份有限公司, Léi Hǔ Kējì Gǔfèn Yǒuxiàn Gōngsī) è un'azienda di Taiwan di modellismo dinamico.

## Storia
Thunder Tiger fu fondata a Taichung da Aling Lai nel 1979. Nel 1997 nasce la sede negli USA. Nel 2004 nasce la sede europea in Germania.